# Maurício Antônio
Maurício de Carvalho Antônio (São Paulo, 6 de fevereiro de 1992) é um futebolista brasileiro que atua como zagueiro. Atualmente está no Paysandu.

## Carreira
Lançado pelas categorias de base do São Paulo, Maurício Antônio iniciou sua carreira nas divisões inferiores do futebol brasileiro. Em 2014, ele jogou pelo Juventus-SP e disputou a Série A3 do Campeonato Paulista. Em junho do mesmo ano, assinou com o Portimonense para a disputa da Segunda Liga. Maurício Antônio realizou sua primeira estreia pela equipe contra o Covilhã. O zagueiro marcou seu primeiro gol pelo clube no dia 1 de outubro de 2014, quando o Portimonense derrotou o Porto B por 2 a 0.
Em 1 de agosto de 2017, ele se transferiu para Urawa Red Diamonds, do Japão. Pelo clube asiático, Maurício Antônio teve a oportunidade de disputar o Mundial de Clubes da FIFA.

## Títulos
Urawa Red Diamonds
- Copa Suruga Bank: 2017
- Liga dos Campeões da AFC: 2017

### Artilharias
- Mundial de Clubes da FIFA: 2017 (2 gols)